# Копривићев лептир
Копривићев лептир (лат. Libythea celtis) врста је лептира из породице шаренаца (лат. Nymphalidae).

## Опис
Веома необичан лептир, изузетно лак за препознавање а ипак ретко налажен у Србији. Најпрепознатљивији је по палпима који су врло дугачки, чак три пута дужи од главе. Веома је локалан, мада прилично бројан на стаништима која му погодују. У Србији је најбројнији у пешчарама. Има га у јужној и јужним деловима средње Европе.
Презимљавају адулти. Гусенице се најчешће сусрећу у пролеће, мада ово зависи од географског подручја. Може постојати и парцијална друга генерација. Гусенице су полихромне, али је најчешћи тип гусеница са зеленим интегументом. Главена капсула је шира од остатка тела, а интегумент прекривен финим, минутним сетама. Жута супраспиракулрна линија дели тело на вентрум и дорзум, а медиодорзум благо истакнут такође жутом бојом. Поред овог типа, гусенице могу бити и светло смеђе без маркација, или субдорзум може бити маркиран црним пољима. 

## Биљке хранитељке
Основне биљке хранитељке су копривићи (Celtis, syn. Sparrea Hunz. et Dottor).